# Електронен блок за управление
В автомобилната електроника, електронен блок за управление (ЕБУ) е общ термин за всички вградени системи, който управлява една или повече от една електрически системи или подсистеми в моторното превозно средство (МПС).
Видовете ЕБУ включват модул за управление на двигателя (МУД), модул за управление на задвижващата система (МУЗ), модул за управление на трансмисията (МУТ), модул за управление на спирачната система (МУСС), централен модул за управление (ЦМУ), централен модул за изчисление на времената (ЦМИВ), главен електронен модул (ГЕМ), модул за управление на електрическото оборудване (МУЕО), модул за управление на окачването (МУО). Обединени, тези системи са компютърът на автомобила (технически не съществува един-единствен компютър, а няколко такива). Понякога един модул, физически включва в себе си няколко модула за управление (често модулът за управление на трансмисията включва в себе си модул за управление на двигателя и модул за управление на трансмисията).
Някои съвременни моторни превозни средства могат да имат до 80 електронни блока за управление. С всяко ново поколение автомобили, количеството софтуер в електронните системи се увеличава, както и неговата сложност, което се превърна в основно предизвикателство за производителите на автомобилно оборудване и самите производители на автомобили.
- Модул за управление на вратите (МУВ)
- Модул за управление на двигателя (МУД) – да не се бърка с контролния електронен модул (КЕМ) – основен термин който се използва при такъв вид устройства
- Електронен модул за контрол на сервоуправление (ЕМКС) – използва се основно за интегриране в EPS на агрегатната глава
- Потребителски интерфейс (ПИ)
- Модул за управление на двигателя (МУД): Понякога функциите на Модула за Контрол на Двигателя (МКД) и модула за контрол на трансмисията (МКТ) се комбинират в един модул наречен Модул за управление на двигателя (МУД)
- Модул за управление на електрическите седалки
- Модул за управление на скоростта (МУС)
- Модул за управление на телематичната система (МУТС)
- Модул за управление на трансмисията (МУТ)
- Модул за управление на спирачната система (BCM; ABS или ESC)
- Система за управление на акумилатора

## Основни елементи при ЕБУ
Ядро
- Микроконтролер

Памет
- SRAM
- EEPROM
- Флашпамет

Входове
- Захранващо напрежение
- Дигитални (цифрови) входове
- Аналогови входове

Изходи
- Драйвери за реле
- Драйвери за H мост
- Драйвери за инжектора
- Логически изходи

Комуникационни връзки
- Корпус

## Дизайн и разработка
Развитието на ЕБУ изисква хардуер и софтуер за изпълняването на функциите, които се очакват от този конкретен модул. Движещите се блокове са разработени следвайки модела - V-model. Напоследък тенденцията е да се посвети огромно количество време и усилия, да се разработват безопасни модули от стандарти като ISO 26262. Рядкост е даден модул да бъде разработван изцяло от нулата. Дизайнът е обикновено повтарящ се, направени са промени както в хардуера така и в софтуера. Развитието на повечето електронни блокове за управление се осъществяват от Tier 1 доставчици, на базата на спецификации, предоставени от OEM.

## Тестване и утвърждаване
Като част от цикъла на развитие, производителите извършват подробни FMEAs и други анализи за хващането на грешки навреме, преди да доведат до опасни обстоятелства или неприятности с драйвърите. Обширни дейности за тестване и валидиране се извършват като част от процеса на одобрение за производствена част, за да имат вяра в хардуера и софтуера. Бордовите диагностични системи (БДС) предоставят конкретни данни и указания за извършването на поправка, която е свързана с повредата на която и да е система или компонент. Причинената повреда може бъде по време на изпълнение.